# راس تایگر
راس تایگر (به انگلیسی: Ross Tiger) یک کشتی است که طول آن 127'6 می‌باشد.